# Йохан I (Лигниц-Любен)
Йохан I фон Любен (на немски: Johann II Hercog von Lüben; * ок. 1425; † сл. 21 ноември 1453) е херцог на Любен (в Лигниц) (1441 – 1446), херцог на Олау/Олава (1441 – 1453) и херцог на Лигниц (1449 – 1453). Той е от рода на Силезийските Пясти.

## Живот
Той е син на херцог Лудвиг III фон Лигниц-Любен († 1441) и съпругата му Маргарета фон Ополе († 1454), дъщеря на херцог Болко IV († 1437) и Маргарета фон Гьорц. Внук е на херцог Хайнрих IX фон Любен († 1419/1420) и Анна фон Тешен/Тешин († 1403). Брат е на херцог Хайнрих X фон Хайнау († 1452).
Йохан I наследява баща си през 1441 г. като херцог на Любен. Поради липса на пари заедно с брат му продават през 1446 г. Любен на Хайбрих IX фон Глогау и залагат Хайнау. Той бяга през 1451 г. от Лигниц в Хайнау. Съпругата и син му Фридрих I са изгонени от града. На 19 септември 1452 г. той формално се отказва от правата си.

## Фамилия
Йохан I фон Любен се жени февруари 1445 г. за петнадесетгодишната Ядвига/Хедвиг фон Лигниц (* пр. 1433; † 20 октомври 1471), дъщеря на херцог Лудвиг II фон Лигниц († 1436) и Елизабет фон Бранденбург (1403 – 1449). Те имат един син:
- Фридрих I фон Лигниц-Бриг (* 1446; † 17 или 18 септември 1547), херцог от 1453 г., женен на 5 септември 1474 г. за Лудмила Подебрад от Бохемия (* 16 октомври 1456; † 20 януари 1503), дъщеря на бохемския крал Иржи Подебради (1420 – 1471).